# 動物咬傷
動物咬傷（どうぶつこうしょう）とは、動物に咬まれた時にできる外傷の一つである。感染症から死に繋がることもある。咬傷は感染頻度が高く、受傷部を閉創すると噛んだ相手の口内や歯にあった雑菌で膿瘍を形成する可能性があるので、縫合せず適宜洗浄し開放創のままで治癒させる。そのため、咬傷の傷跡は目立つことが多いという特徴がある。

## ヒト咬傷
咬傷は基本的に手・四肢・顔面が好発部位であるが、ヒト咬傷では乳房や性器に生じるケースが見られる。ヒトによる咬傷のうち最多原因は喧嘩である。主に拳で相手の口付近を殴ったときに起こり、感染のリスクが特に高い。喧嘩による咬傷で受傷した直後に、握っていた手を開いた際に皮膚で基礎損傷した構造からずれるために、より細菌が創傷の内部に入り込む。しばしば患者が隠すために治療が遅れて細菌が既に増殖しているケースが多々見られる。
ウイルス性肝炎-肝炎ウイルスが原因で起こる肝臓の炎症
AIDS（後天性免疫不全症候群）- ヒト咬傷で起きる感染症としては HIV（ヒト免疫不全ウイルス）が伝播する可能性はあるものの、感染者でも唾液中の阻害物質がHIVウイルスを不活化するために「咬傷によるHIV伝播」の確率は低い。ただし、感染者の血液中のHIV濃度は唾液よりとても高いので、感染者の血液が自身の傷口や粘膜触れるのとが無いように気をつける必要がある。

## 犬・猫咬傷
自身のペットの場合はペット咬傷とも言われる。イヌに咬まれた場合は4～20%、ネコに咬まれた場合は60～80%で感染が起こる。猫の歯は細く鋭い牙が深く突き刺さるため、感染可能性が高くなる。イヌ咬症の感染の可能性はネコ咬症より低いが、犬種次第とはいえ基本的にネコより咬力が強いために損傷部位が大きくなり、顔や手の皮膚や組織が咬み切られるケースもある。
表皮を超えるような甘噛みではない噛みつきをされた時は咬傷が原因による感染症が高い確率で発症する可能性があり、まず水道水や生理食塩水で十分洗ってから、形成外科など医療機関の診断を必要とする。対策や治療として、ワクチンのあるものはワクチン接種を行って、発症を予防することも必要になる。
- 壊死[4]
- 破傷風-破傷風菌を病原体とする人獣共通感染症の一つで、病原菌が神経毒を体内で産生する。破傷風ワクチンや三種混合ワクチンが存在する。
- パスツレラ症 - パスツレラ属菌への感染が原因であり、人獣共通感染症の様相を呈している。イエネコの口腔に約95%、爪に70%、イヌの口腔に約75%の確率に常在菌として存在する[5]。
- 狂犬病 - 狂犬病ウイルスが原因であり、インドでは年間2万人以上が死亡している。狂犬病ワクチンが存在する[6]。狂犬病ウイルスを撲滅していない海外で咬まれた場合は、イヌに限らず狂犬病ウイルスに注意が必要で、すぐに医療機関に行く必要がある[4]。
- 猫ひっかき病-バルトネラ・ヘンセラ菌が原因であり、リンパ節の炎症を主体とした人獣共通感染症の一つである。
- カプノサイトファーガ・カニモルサス感染症-イヌやネコの健康な歯肉の細菌叢の構成細菌を原因とする人獣共通感染症の一つである

## 魚類による咬傷
釣れたゴンズイ、オコゼ、アイゴ、トラギス、ウニ、ヒトデに咬まれたり刺された場合、最初皮膚が白くなり、しばらくしてから腫れて赤くなる。疼痛がひどい場合はやけどしない程度で、なるべく高温の湯（45〜50℃位）で疼痛が和らくまで浸すのがよい。
お湯による疼痛緩和が期待できない場合、神経ブロック注射や局所麻酔を行う。犬・猫の時と同じように、破傷風予防のため、破傷風ワクチンの接種を行うのが望ましい。

## ネズミ咬傷
Spirillhm minusとStreptobacillus moniriformsの2菌による感染が起こりやすい。ペニシリン系の抗生剤が奏功する。同じく破傷風予防のため、トキソイドなど予防注射を行うのが望ましいとされている。

## その他哺乳類
- 蜂窩織炎 - 2002年6月26日朝、「動物が逃げている」との通報で出動した大分県警所属の大分駅前交番勤務の警察官が、発見したフェレットを捕獲しようとした際に手をかまれたことで3か月後に発症。治療のため、16年間半休職と復職を繰り返したが、2019年1月死亡[1]。

## 爬虫類

### ヘビ咬傷
毒ヘビによって世界では年間50万人が咬傷をうけ、4万人が死亡している。日本ではニホンマムシにより3000人ないしはそれ以上が受傷し、約5～10人が死亡している。沖縄、奄美群島では、ハブにより年間100人が受傷している。

### ヘビ毒について
日本でみられるヤマカガシ、クサリヘビ科の構成種は血液に作用する毒、コブラ科の構成種は神経に作用する毒をもっている。この毒は血液のプロトロンビンを活性化させ、血管内に微小な凝固を引き起こす。その時、フィブリノーゲンや凝固因子が消費され、逆に血液が止まらなくなる。これをDICという。こうなると、腎臓では微小な血栓のために急性腎皮質壊死を引き起こすなどの危険がある。また、ヘビ毒自体が血管内皮細胞に作用して、全身的な出血を引き起こす作用もある。

### 有毒ヘビかの鑑別ポイント
- 咬んだ跡の傷の前方左右に、2つの牙の跡ができる。
- 痛みが強く咬まれた所がどす黒く変色している。

この2点が重要であり、これらが見られる場合、有毒ヘビの可能性が高い。

### 対処法
ヘビに咬まれた時の対処法を、以下に列記する。ヘビの場合、間違って伝えられている言い伝えなどが多いため、注意が必要。

#### 対処の手順
1. まず落ち着くこと。パニックに陥ったり悲鳴を上げたり騒いだりすると心拍数が上がるため、毒の回りが速くなってしまいやすい。ウミヘビに咬まれた場合はすぐに陸や船に上がり、溺死を防ぐ。
2. できるだけヘビを確認する(無毒ヘビと有毒ヘビでは治療法が異なる為)。有毒ヘビの場合、治療の際に使用する抗血清は毒蛇の種類によって異なる。つまり、ニホンマムシ咬傷の場合にはニホンマムシの抗血清、ヤマカガシ咬傷の場合にはヤマカガシの抗血清が必要である。このため、ヘビの種類がわかっていればそれだけ早く最適な抗血清を用意できる。もちろん、検査によって毒蛇の種類を判別するのは可能だが時間がかかるため、治療が遅れて後遺症が残ってしまうことがある。可能であれば咬んだヘビを殺し、それを病院へ一緒に持ってきて確認してもらうのが望ましい。
3. 患部を清潔に保つ。毒によって血管や血液がダメージを受けるため、雑菌などに対する抵抗力が弱まり感染症に罹ってしまう。患部は清潔な水でよく洗い(できれば水道水が良い。消毒用のカルキを含むため)、清潔なガーゼなどで患部を保護すること。また、ウミヘビにかまれた時はお茶(できれば番茶)に含まれるタンニンで毒を洗い流すのも望ましい。

#### 対処のポイント
1. 毒のまわりを遅くするために患部を心臓より低い位置に保つようにするのがよい。但し、後述するように縛るのは厳禁である。
2. 病院に行く。誰かに付き添ってもらうのが望ましいが、自分一人で行かなければならない場合はゆっくり歩くこと。走ったり早歩きをすると心拍数が上がってしまい、それだけ毒の回りが速くなる。

### 禁止事項
絶対してはいけないことを以下に列記する。
- 運動 - 心拍数が上がるとそれだけ毒の回りが速くなる。
- 飲酒 - 運動と同じで心拍数が上がる。また、肝臓に負担がかかるため、肝臓の解毒作用が弱まってしまう。
- 切開 - 不潔な環境で素人が切開すれば化膿の危険が高まる。また、毒の作用によって抵抗力が弱まっているためたちまち感染症に罹ってしまいやすい。
- 縛る - 毒の回りは遅いので縛っても無意味。逆に患部に新鮮な血液が行かなくなるため、患部が壊死する危険が高まる。
- 冷やす - 毒蛇に咬まれると患部が腫れるが、打ち身や捻挫とは違って冷やしても効果はない。むしろ、患部が壊死する危険が高まる。
- 血清を打つ - 手元に抗血清があっても安易に使用してはならない。血清は毒蛇の種類によって違うし、誤った血清を使用した場合や以前にも抗血清を使用した事がある場合などには、抗血清に対するアナフィラキシーショックが起こる可能性もあるため、血清使用は医師の判断に任せること。実際の病院での治療では、あらゆる対策が講じられた後に消炎剤や抗生物質などと併用しながら静脈に点滴で投与する。